# 天主教馬切拉塔-托倫蒂諾-雷卡納蒂-欽戈利-特雷伊阿教區
天主教馬切拉塔-托倫蒂諾-雷卡納蒂-欽戈利-特雷伊阿教區（拉丁語：Dioecesis Maceratensis-Tolentina-Recinetensis-Cingulana-Treiensis）是天主教會在義大利的一個教區。屬費爾莫總教區。

## 歷史

### 各教區歷史

#### 馬切拉塔
馬切拉塔教區成立於1320年11月18日。

#### 托倫蒂諾
托倫蒂諾是皮切尼地區古老的教座。在倫巴第人入侵時被毀，轄區併入卡美日諾教區。
1586年12月10日恢復，但同時歸馬切拉塔教區管轄。

#### 雷卡納蒂
雷納卡蒂原名里奇納。根據一些作者的說法，第一位見諸文獻的主教是359年里米尼公會議的簽署人之一。但城市為亞拉里克一世所毀。
1240年5月22日教宗批准成立雷卡納蒂教區。1263年7月27日因城市與教廷對抗而被撤銷，1289年12月1日恢復。1320年11月18日再被撤銷，1536年1月8日恢復，但同時被歸馬切拉達教區管理。1586年3月17日再被撤銷，改為成立洛雷托教區。1592年2月2日又重設，並與洛雷托教區聯合。
1934年9月15日，洛雷托教座被撤銷，聖殿轉為聖座直轄。餘下轄地轉至雷卡納蒂。教區亦易名為雷卡納蒂-洛雷托教區。1965年6月24日恢復了原來的名稱。

#### 欽戈利
欽戈利是羅馬時代就出現的古老教座。在倫巴第人入侵時被毀，轄區併入奧西莫教區。
1725年8月29日恢復，但同時歸奧西莫教區管轄。1972年奧西莫教區併入安科納教區，欽戈利教座就由宗座署理管理直到1976年。

#### 特雷伊阿
特西伊阿被認為是皮切尼地區古老的教座。在倫巴第人入侵時破壞，轄區轉入卡美日諾教區。
18年月日恢復，但同時由卡米日諾總主教任永久宗座署理。1913年11月4日教區改由聖塞韋里諾馬爾凱主教宗座署理管理直到1966年。由於聖塞韋里諾馬爾凱教座懸空，此後到1976年由鄰近教區的主教任宗座署理。

### 合併
1976年2月11日起，五個教區由同一主教牧養，1985年1月25日五個教區合併。1986年9月30日成立新的教區並易名至今。

## 現況
教區包括馬切拉塔省東北部十三市。2004年有教友134,412人，佔轄區總人口96.7%。教區下轄六十七個堂區，有203名司鐸。現任教區主教為納沙內諾·馬可尼。